# Tony Halme
Pour les articles homonymes, voir Halme.
Tony Christian Halme, né le 6 janvier 1963 à Helsinki et mort le 8 janvier 2010 dans la même ville, est un catcheur (lutteur professionnel), un pratiquant d'arts martiaux mixtes, un boxeur, un chanteur, un acteur et un homme politique finlandais.
Il devient catcheur au début des années 1990 à la New Japan Pro Wrestling où il devient champion par équipe International Wrestling Grand Prix avec Scott Norton. Il part ensuite aux États-Unis où il travaille à la World Wrestling Federation à partir de 1993 et quitte cette fédération un an plus tard. Il lutte ensuite en Autriche et en Allemagne à la Catch Wrestling Association (CWA) où il devient champion du monde poids-lourds avant d'arrêter sa carrière de catcheur.
Entretemps, il s'essaie aux arts martiaux mixtes sans grand succès avec quatre défaites en autant de combat et se fait connaitre pour être le premier adversaire de Randy Couture. Il a plus de succès en tant que boxeur où entre 1995 et 2002 il remporte le championnat de Finlande poids-lourds.

## Jeunesse
Tony Christian Halme grandit sur l'île de Lauttasaari avec son frère,. Il fait du handball, du hockey sur glace et de l'athlétisme. Il quitte la Finlande pour vivre à Los Angeles dans les années 1980. Là-bas, il fait du culturisme et commence à prendre régulièrement des stéroïdes. Il travaille comme garde du corps du groupe Cheap Trick et de Gene Simmons, le bassiste du groupe KISS.

## Carrière de catcheur

### Universal Wrestling Federation et New Japan Pro Wrestling (1990-1993)
Alors qu'il travaille comme garde du corps à Los Angeles, Tony Halme rencontre le promoteur de catch Herb Abrams (en). Abrams lui dit qu'avec son physique et son charisme il peut faire une belle carrière comme catcheur. Il s'entraîne pour devenir catcheur aux États-Unis auprès de Brad Rheingans (en) et Verne Gagne. Il fait son premier combat de catch en Californie à l'Universal Wrestling Federation sous le nom de The Viking et bat Kevin Benjamin.
Il part ensuite au Japon et rejoint la New Japan Pro Wrestling (NJPW) où il remporte deux Different Style Fight, des combats de catch au style assez proche des arts martiaux mixtes, face à The Soultaker le 25 octobre puis face à Shinya Hashimoto le 26 décembre.
La NJPW décide de le mettre un peu plus en valeur à partir du 4 janvier 1992 au cours de NJPW Starrcade 1992 in Tokyo Dome où il perd un match face à Scott Norton. Il se fait ensuite éliminer au premier tour du tournoi G1 Climax par Masahiro Chōno le 6 août. Il est l'équipier de Scott Norton avec qui il remporte le championnat par équipes International Wrestling Grand Prix (IWGP) après leur victoire face à Rick et Scott Steiner le 22 novembre. Leur règne prend fin le 14 décembre quand ils perdent face aux Hell Raisers (Hawk Warrior et Power Warrior). D'après le Wrestling Observer Newsletter, la principale cause de la perte de ce titre est une bagarre entre Norton et Halme où ce dernier a mis K.O. son équipier.
Son dernier combat notable dans cette fédération est une défaite face à Ron Simmons le  4 janvier 1993. Il quitte la New Japan Pro Wrestling en juin.

### World Wrestling Federation (1993-1994)
Halme s'engage avec la World Wrestling Federation (WWF) à l'été 1993. Un de ses premiers combat notable à la WWF est une victoire face à Marty Jannetty le 30 août à SummerSlam. Il est le premier à vaincre Tatanka le 30 octobre. Le 24 novembre durant les Survivor Series, il fait équipe avec Yokozuna, Crush et Jacques Rougeau et ils affrontent Lex Luger, Rick et Scott Steiner ainsi que The Undertaker. Il élimine Rick Steiner puis est le dernier catcheur de son équipe quand Luger fait le tombé sur lui.
Le 10 janvier 1994, il bat rapidement Brad Anderson. Il s'agit de la dernière apparition dans une émission télévisée de la WWF puisqu'il se blesse à une cheville quelques semaines plus tard. Il quitte la WWF la même année.

## Carrière en arts martiaux mixtes
Début 1995, il commence à faire des combats d'arts martiaux mixtes au Japon au sein de la Rings. Il y fait trois combats qui se soldent tous par des défaites d'abord face à Dick Vrij le 25 janvier 1995 puis face à Mitsuya Nagai le 24 janvier 1996 et enfin il affronte à nouveau Vrij le 22 avril 1997.
Il fait un dernier combat à l'Ultimate Fighting Championship à UFC 13 - The Ultimate Force le 30 mai 1997 où il doit affronter Randy Couture. Alors qu'Art Davie (en) planifie des sessions d'entraînements avec Justin (en) et Sean McCully le mois précèdent le combat il ne s'y présente pas hormis à une des dernières où son sparring partner le met au sol au bout de deux minutes. Il connait une quatrième et dernière défaite par soumission après moins d'une minute de combat.

## Carrière en boxe anglaise
Tony Halme devient boxeur peu de temps après avoir mis fin à sa carrière de catcheur. Il remporte son premier combat le 10 juin 1995 en mettant K.O. l'américain Bradford Powell. Ce jour-là, il devient le premier boxeur finlandais à effectuer un combat au Caesars Palace à Las Vegas.

## Palmarès

### En arts martiaux mixtes
| 4 combats      | 0 victoires | 4 défaites |
| Par KO         | 0           | 2          |
| Par soumission | 0           | 1          |
| Sur décision   | 0           | 0          |
| Autres         | 0           | 1          |

| Résultat | Record | Adversaire    | Méthode                           | Événement                   | Date            | Round | Temps | Lieu             | Notes                                                                                       |
| -------- | ------ | ------------- | --------------------------------- | --------------------------- | --------------- | ----- | ----- | ---------------- | ------------------------------------------------------------------------------------------- |
| Défaite  | 0-4    | Randy Couture | Soumission (étranglement arrière) | UFC 13: The Ultimate Force  | 30 mai 1997     | 1     | 0:56  | Augusta, Géorgie | Unique combat à l'Ultimate Fighting Championship                                            |
| Défaite  | 0-3    | Dick Vrij     | KO technique (décision médicale)  | Rings: Extension Fighting 2 | 22 avril 1997   | 1     | 2:42  | Japon            |                                                                                             |
| Défaite  | 0-2    | Mitsuya Nagai | N/A                               | Rings: Budokan Hall 1996    | 24 janvier 1996 | NC    | NC    | Tokyo            | Hormis la défaite d'Halme, aucune information n'est disponible concernant ce combat.        |
| Défaite  | 0-1    | Dick Vrij     | KO                                | Rings: Budokan Hall 1995    | 25 janvier 1995 | NC    | NC    | Tokyo            | Premier combat en arts martiaux mixtes. Pas d'information concernant la durée de ce combat. |

### En boxe anglaise
| Décision possible : KO • TKO (KO technique) • UD (décision aux points unanime) • MD (décision aux points majoritaire) • SD (décision aux points partagée) • D (match nul) • NC (sans décision) • RTD (abandon) |        |                 |      |              |                   |                                                                   | |
| Résultat | Record | Adversaire      | Type | Round        | Date              | Lieu                                                              | Notes |
| Victoire | 13-6   | Chris Sirengo   | UD   | 6            | 29 novembre 2002  | Kisahalli, Helsinki                                               | |
| Défaite | 12-6   | Garing Lane     | RTD  | 4 (6), 3:00  | 13 octobre 2001   | Parken, Copenhague                                                | |
| Victoire | 12-5   | Almaz Gismeev   | RTD  | 3 (8), 2:00  | 20 février 2001   | Jäähalli, Helsinki                                                | |
| Défaite | 11-5   | Yacine Kingbo   | KO   |              | 3 octobre 2000    | Jäähalli, Helsinki                                                | |
| Victoire | 11-4   | Mika Kihlstrom  | KO   | 4 (10), 1:18 | 17 avril 2000     | Jäähalli, Helsinki                                                | Il remporte le championnat de Finlande poids-lourds.                                                                                 |
| Victoire | 10-4   | Ferenc Deak     | KO   | 1, 2:59      | 22 novembre 1999  | Jäähalli, Helsinki                                                | |
| Défaite | 9-4    | Agustin Corpus  | KO   | 3, 1:38      | 6 septembre 1999  | Jäähalli, Helsinki                                                | |
| Victoire | 9-3    | Iran Barkley    | SD   | 12           | 19 avril 1999     | Jäähalli, Helsinki                                                | Il remporte le championnat d'Amérique poids-lourds de la World Boxing Federation.                                                    |
| Victoire | 8-3    | Ken Woods       | KO   | 2, 1:07      | 16 novembre 1998  | Jäähalli, Helsinki                                                | |
| Défaite | 7-3    | Mika Kihlstrom  | TKO  | 5 (10), 1:57 | 14 septembre 1998 | Jäähalli, Helsinki                                                | Il perd le championnat de Finlande poids-lourds.                                                                                     |
| Victoire | 7-2    | Terry Armstrong | KO   | 1, 1:37      | 16 mars 1998      | Jäähalli, Helsinki                                                | |
| Victoire | 6-2    | Jukka Järvinen  | KO   | 1 (10), 2:22 | 22 septembre 1997 | Jäähalli, Helsinki                                                | Il remporte le championnat de Finlande poids-lourds.                                                                                 |
| Victoire | 5-2    | Paul Genick     | KO   | 1, 0:17      | 6 septembre 1997  | Tropicana Casino Resort Atlantic City, Atlantic City (New Jersey) | |
| Défaite | 4-2    | Jukka Järvinen  | DQ   | 3 (10), 2:54 | 9 septembre 1996  | Jäähalli, Helsinki                                                | Il se fait disqualifier après plusieurs coups de tête sur son adversaire. Ce match est pour le championnat poids-lourds de Finlande. |
| Victoire | 4-1    | Robert Swenson  | KO   | 1, 2:28      | 26 mai 1996       | Urheilutalo, Helsinki                                             | |
| Défaite | 3-1    | Patrick Freeman | KO   | 4 (4), 2:55  | 27 avril 1996     | Aladdin Resort & Casino, Las Vegas (Nevada)                       | |
| Victoire | 3-0    | Tony Messenger  | TKO  | 1, 1:27      | 4 mars 1996       | Helsinki                                                          | |
| Victoire | 2-0    | Archie Perry    | PTS  | 5            | 26 juin 1995      | Great Western Forum, Inglewood (Californie)                       | |
| Victoire | 1-0    | Bradford Powell | KO   | 1 (4), 0:55  | 10 juin 1995      | Caesars Palace, Las Vegas (Nevada)                                | |

### En catch
- Catch Wrestling Association (CWA)
  - 1 fois champion du monde poids lourd de la CWA[23]
- New Japan Pro Wrestling
  - 1 fois champion par équipes International Wrestling Grand Prix avec Scott Norton[24]

## Récompenses des magazines
- Pro Wrestling Illustrated
  - Classé 145e du classement PWI 500 en 1993[25]

## Discographie
- Albums
  - Mestarit salilla (2001)

- Singles
  - I Am Ironman (1998)
  - Viikinki (1999)
  - Mä oon tällainen (2000)
  - Painu pelle hiiteen (2001)
  - Isätön poika (2002)